# Porphy no Nagai Tabi
Porphy no Nagai Tabi (ポルフィの長い旅, Porufi no Nagai Tabi, lit. A Longa Jornada de Porphy) é uma série japonesa de anime produzida pela Nippon Animation, como parte da World Masterpiece Theater em 2008. Foi adaptado do romance "Les Orphelins de Simitra" ("Os Órfãos de Simitra") de Paul-Jacques Bonzon.
Foi ao ar no Japão dia 6 de janeiro de 2008 na Fuji Television  e também foi ao ar pelo canal Animax. Com um total de 52 episódios.

## Enredo
Se uma pessoa age com tamanha generosidade e boas intenções para os outros, só há uma coisa que pode animar: Um sincero desejo da pessoa que você mais ama pode ser feliz.— Rose, falando para Porphy (ep. 52)
Porfírio Patagos (Porphyras no original) é um garoto grego de 13 anos que sempre viveu com os pais e a irmã na aldeia de Mina do vilarejo Simitra a poucos quilômetros de Janina. Ele herdou a paixão de seu pai para carros e a esperança de um dia de trabalho na bomba de gasolina na pequena garagem que seu pai tinha construído perto de sua casa.
Os sonhos de Porfi são repentinamente varridos por um forte terremoto que se abate sobre Simitra, resultando na morte de ambos os pais. Porfírio e sua irmã mais nova Mina ficam sozinhos no mundo: sua irmã tornou-se apática aos acontecimentos terríveis da depressão e desaparecerão um dia. Atrás de Mina, Porfírio está desesperado, porque ele é a única pessoa que realmente importa para ele e decide embarcar em uma viagem que será cheia de aventuras, pela Itália e França em busca de sua irmã. Os únicos vestígios que são uma fotografia de sua irmã , tomada há algum tempo e o fato de que Mina tinha uma paixão por cantar e queria ser uma cantora.
Durante esta longa jornada que vai durar cinco meses Porfi passa por momentos difíceis, e viverá emocionantes aventuras e aprender que tantas pessoas, e algumas em solidariedade com ele, o outras do mal. Tudo isto levou-o a amadurecer e se tornar um homem.